# Renault Kwid

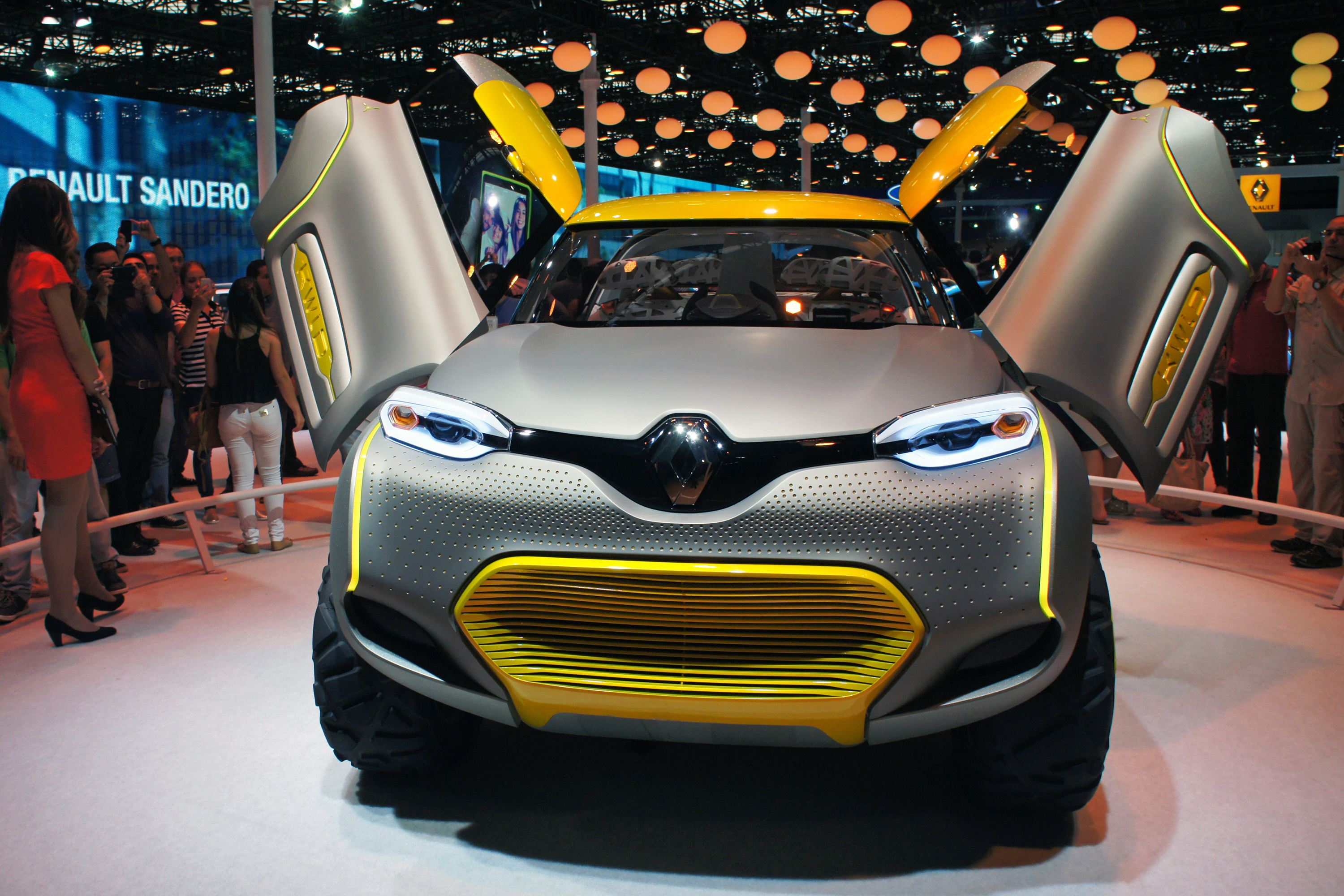
Renault Kwid Concept Car

Der Renault Kwid ist ein sehr preisgünstiger fünfsitziger Mini-SUV, der seit September 2015 bei Renault Nissan Automotive India im indischen Chennai produziert und für unter 4.000 Euro (257.000 bis 353.000 Rupien) verkauft wird. Das Fahrzeug mit einem Basispreis ab etwa 3.500 Euro ist zunächst nur für den indischen Markt konzipiert und nicht in Europa erhältlich.
Der Kwid ist der erste Wagen, der auf der neuen CMF-A-Plattform basiert. Renault-Nissan verwendet sie auch für den 2016 eingeführten Datsun redi-GO. Die „Common Module Family“ (CMF) wurde gemeinsam von Renault und Nissan entwickelt und ist ein Baukastensystem für Fahrzeuge, CMF-A ist die Version für Kleinwagen, das A-Segment.
Der Chefentwickler des Renault Kwid war Gérard Detourbet; er war auch verantwortlich für den Aufbau der Produktion sowie für die Auswahl der Zulieferer.

## Das Fahrzeug
Der Kwid ist ein Auto im Crossover-Stil, 3,68 Meter lang, 1,58 Meter breit und 1,48 m hoch. Damit ist er etwas länger, aber schmaler als der Twingo. Die Sitzposition ist erhöht. Am 20. Mai 2015 wurde er von Renaults Geschäftsführer Carlos Ghosn der Öffentlichkeit vorgestellt. Der Verkauf begann im September 2015. Innerhalb der ersten zwei Wochen gingen bereits 25.000 Bestellungen ein.
Zur Markteinführung in Indien gab es nur einen Dreizylinder-Ottomotor mit 0,8 Liter Hubraum, vier Ventilen pro Zylinder und 40 kW (54 PS) bei 5678/min. Das maximale Drehmoment von 72 Nm gab er bei 4400/min ab. Das vollsynchronisierte Getriebe hat fünf Vorwärtsgänge und einen Rückwärtsgang, die über einen Schaltknüppel zwischen den Vordersitzen zu wählen sind. Die Vorderräder sind einzeln an MacPherson-Federbeinen und Querlenkern aufgehängt, hinten ist eine Verbundlenkerachse mit Schraubenfedern eingebaut. Die Lenkung hat bei den besser ausgestatteten Versionen eine elektrische Servounterstützung, die Bremse arbeitet vorn mit Scheiben und hinten mit Trommeln. Die Räder sind mit jeweils 3 Radschrauben pro Rad befestigt.

## Sicherheit
Im Mai 2016 veröffentlichte Global NCAP Ergebnisse von Crashtests, bei denen der Renault Kwid in drei Varianten, darunter auch einer mit Airbags, getestet wurde, und in allen Versionen mit 0 (von 5 möglichen) Sternen beim Insassenschutz für Erwachsene bewertet wurde. Ein erneuter Test durch ASEAN NCAP im Juni 2018 kam zum gleichen Ergebnis.
Zum Thema Sicherheit in PKW zitiert Indianexpress den Chef des Wettbewerbers Maruti-Suzuki mit den Worten "Mehr Sicherheitsausstattung in PKW bedeutet weniger Sicherheit auf der Straße" und begründet dies damit, dass Kunden bei steigenden Autopreisen weiterhin Motorrad fahren werden (müssen) mit dem damit verbundenen weitaus höheren Verletzungsrisiko. Das in Brasilien produzierte Modell erreichte im November 2017 bei der Prüfung durch Latin NCAP in beiden Prüfbereichen dagegen 3 Sterne.

## Technische Daten
| Motor                               | 0.8 SCe               | 1.0 SCe                |
| ----------------------------------- | --------------------- | ---------------------- |
| Bauzeitraum                         | 2015–2023             | seit 2016              |
| Zylinderzahl                        | R3                    | R3                     |
| Hubraum (cm³)                       | 799                   | 999                    |
| Gemischaufbereitung                 |                       | Saugrohr- einspritzung |
| Max. Leistung (kW/PS bei 1/min)     | 40/54 bei 5678        | 50/68 bei 5500         |
| Max. Drehmoment (Nm bei 1/min)      | 72 bei 4400           | 91 bei 4250            |
| Höchstgeschwindigkeit (km/h)        | 143                   | 160                    |
| Getriebe (serienmäßig)              | 5-Gang-Schaltgetriebe | 5-Gang-Schaltgetriebe  |
| Getriebe (optional)                 | –                     | (Automatikgetriebe)    |
| Beschleunigung (0–100 km/h)         | 16,4 s                | 13,2 s (17,4 s)        |
| Testverbrauch kombiniert (l/100 km) | 4,1 S                 | 4,7 S                  |
| Tankinhalt                          | 28 L                  | 28 L                   |

Anmerkung: Werte bei 1.0 SCe gelten für das manuelle Getriebe. Beim 1.0 SCe liegt keine Spezifikation der Oktanzahl vor.

## Markt, Konkurrenz und Konzept
Renault tritt mit dem neu konzipierten und entwickelten Fahrzeug in Indien gegen den Maruti Alto und den Hyundai Eon an.

### Konzept
Etwa 30 Prozent der indischen Neuzulassungen entfallen auf das Einstiegssegment von Kleinstwagen. Renault sieht die Aufgabe in diesem Marktsegment nach Angaben seines Chef-Designers Laurens van den Acker wie folgt: „In Indien kommen auf 1.000 Einwohner aktuell gerade einmal 14 Autos, daher muss ein Auto wirklich billig sein. Doch ein billiges Auto darf nicht arm aussehen. Sonst hat es keinen Erfolg.“ Anfängliche Überlegungen, für die Produktion des Kwid Teile aus der Produktion von Renaults rumänischer Billigmarke Dacia kostengünstig wiederzuverwerten, wurden aufgegeben. Die Teile von Modellen wie Duster, Sandero und Lodgy waren zu teuer für den indischen Markt. Im Ergebnis werden 98 Prozent der Teile des Kwid lokal in Indien produziert, davon 60 Prozent im Großraum Chennai.

### Kosten und Refinanzierung des Projektes
Gegenüber Forbes erklärte Chefentwickler Gérard Detourbet, dass die Gesamtkosten des Projektes Kwid nur etwa 400 Millionen Euro betragen hätten. Diese Summe umfasse die Entwicklung der CMF-A Plattform für das Eintrittssegment, die künftig auch für ein noch kleineres Modell bei Nissan-Datsun, den Datsun redi-GO, verwendet werden würde sowie die Entwicklung des KWID mit ganz neuem Motor und neuem Getriebe und außerdem auch die indische Fabrik mit einer Produktionskapazität von 300.000 Autos pro Jahr. Allein die Produktion in Indien reiche, um die 400 Mio. Euro Projektkosten zu refinanzieren. Und dazu komme 2017 ja noch die weitere Produktion in Brasilien.

## Export
Schon 2016 begann Renault den in Indien günstig produzierten Kwid nach Sri Lanka, Nepal und Mauritius zu exportieren und plante für 2017 den Export nach Bhutan, Bangladesch und Südafrika.

## Produktion in Brasilien
Um die dortigen, wesentlich strengeren gesetzlichen Anforderungen an die Unfallsicherheit zu erfüllen, weist jedes der seit 2017 in Brasilien hergestellten Fahrzeuge dieses Modells bei fast identischer Größe (3,679 m Länge, 1,579 m Breite and 1,513 m in Höhe) ein Mehrgewicht von 140 kg Stahl auf. Die Serienausstattung in Brasilien umfasst außerdem 4 Airbags, ein Antiblockiersystem und Isofix-Befestigungen für Kindersitze.

## Kwid E-Tech
Unter der Bezeichnungen Renault Kwid E-Tech (in Lateinamerika) und Dacia Spring (in Europa) wird eine batterieelektrisch angetriebene Variante angeboten.